# Emmanuel Wynne
Pour les articles homonymes, voir Wynne.
Emmanuel Wynne (ou Emanuel Wynn), né en 1650 en France, mort en 1700 dans les Caraïbes, était un capitaine pirate français naviguant sur l'Aventure. On lui attribue la création du Jolly Roger. 

## Créateur duJolly Roger
Le premier pavillon noir décrit fut celui d'Emmanuel Wynne attaquant le navire de ligne HMS Poole, au large de l'île Santiago puis sur les côtes de l'île Brava dans les îles de Sotavento au Cap-Vert, dans un combat s'étant déroulé du 5 au 9 juillet 1700, Emmanuel Wynne fut donc le premier pirate répertorié à arborer le pavillon noir ou Jolly Roger dont il serait le créateur.
Son pavillon, outre les classiques crâne et tibias, comporte un sablier qui signifierait le temps qu'il reste à vivre à ses victimes si elles ne se rendent pas, ou encore la « fuite du temps » qui rappellerait que la vie est courte et qu'elle n'est que poussière.